# Ligne d'eau hollandaise

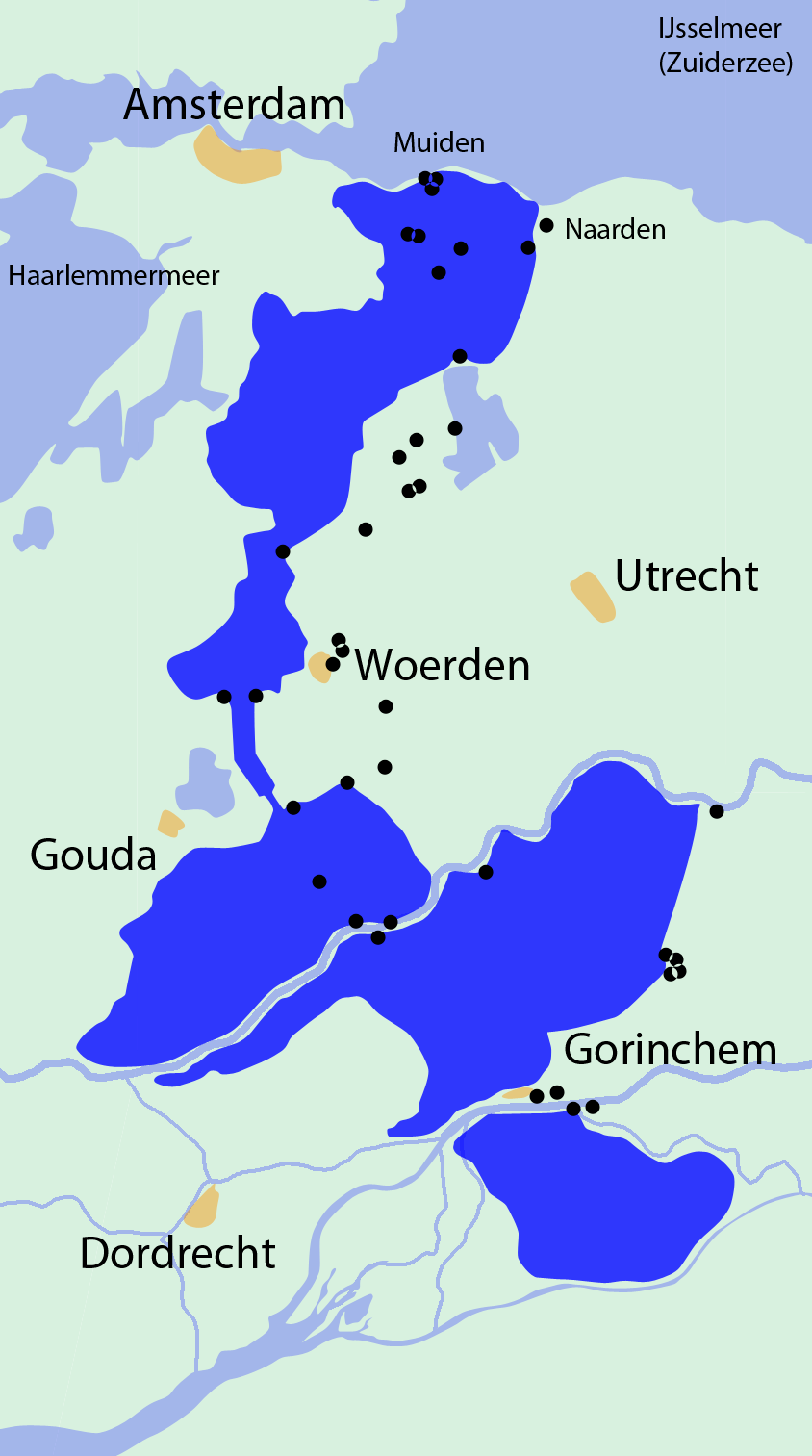
Carte de l'Ancienne ligne d'eau de Hollande.

Le terme de ligne d'eau de Hollande ou ligne d'eau hollandaise (en néerlandais : Hollandsche Waterlinie) désigne un réseau de fortifications et de cours d'eau organisés de manière à former un dispositif militaire défensif protégeant les grandes villes de l'ouest des Pays-Bas. La ligne d'eau fonctionne notamment par le biais d'inondation volontaire des champs afin de limiter les possibilités de déplacement d'éventuels envahisseurs.
Plusieurs lignes d'eau ont été mises en place au cours de l'histoire des Pays-Bas :
- la ligne Grebbe (nl) (en néerl. : Grebbelinie)[1]
- la ligne de l'Eendracht (en néerl. : Linie van de Eendracht)
- l'Ancienne ligne d'eau de Hollande (nl) (en néerl. : Oude Hollandse Waterlinie), créée dès le XVIIe siècle
- la Nouvelle ligne d'eau de Hollande (en néerl. : Nieuwe Hollandse Waterlinie), mise en place au cours du XIXe siècle. De par son importance historique, cette dernière fait partie des monuments nationaux, et est inscrite au Patrimoine mondial depuis le 26 septembre 1995.
- la ligne d'IJssel (en néerl. : IJssellinie)
- la ligne du Brabant septentrional (en néerl. : West-Brabantse waterlinie)
- la ligne de défense du Hollands Diep et du Volkerak (nl) (1874)
- la ligne de Frise (en néerl. : Friese waterlinie)
- la ligne de la Frontière sud (en néerl. : Zuiderfrontier)
- la ligne de défense d'Amsterdam (en néerl. Stelling van Amsterdam) également monument national depuis le 26 septembre 1995.
- la ligne de défense Peel-Raamstelling (nl) fut une ligne de défense néerlandaise qui a été construite en 1939 mais, dès le 10 mai 1940, soit le premier jour de la guerre aux Pays-Bas, tombait déjà.
- la  ligne IJssel (nl) est mise en place entre 1951 et 1964 durant la guerre froide.

Enfin durant la Guerre de Quatre-Vingts Ans (1568-1648) et la Guerre de succession d'Espagne (1701–1714), le royaume d'Espagne a également utilisé cette technique de défense avec les Lignes d'eau des Provinces Unies et d'Espagne (nl)

## Ancienne ligne d'eau de Hollande
Conçue par Maurice de Nassau en début du XVIIe siècle et réalisée par son demi-frère Frédéric-Henri d'Orange-Nassau à l'époque des Provinces-Unies, la ligne d'eau se combinait avec des plans d'eau naturels et permettait la création d'une ligne défensive aquatique de quelques centimètres d'eau (trop peu pour les bateaux, mais assez profond pour transformer le sol en un bourbier impraticable) sur laquelle étaient bâties des places fortes.

## Galerie

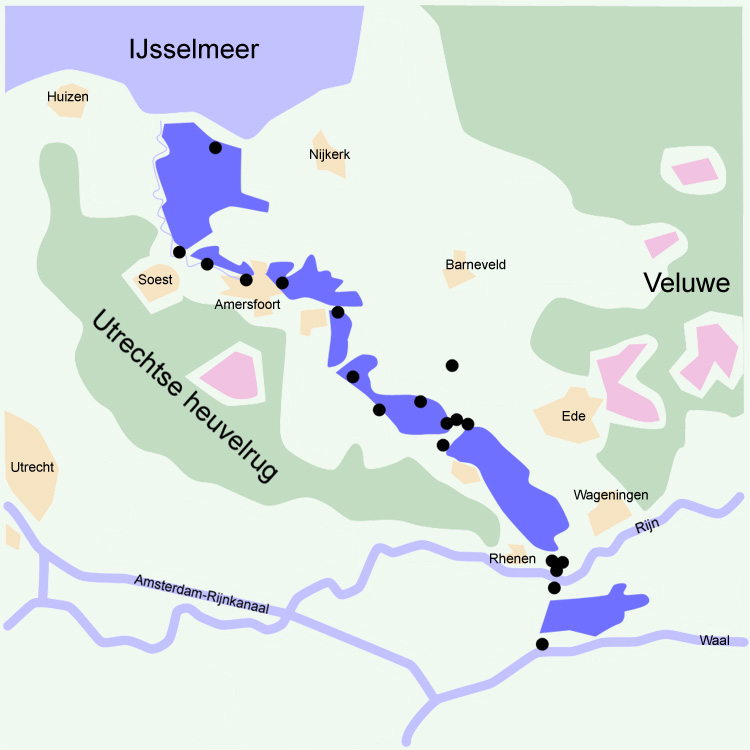
Carte de la Ligne d'eau Grebbe
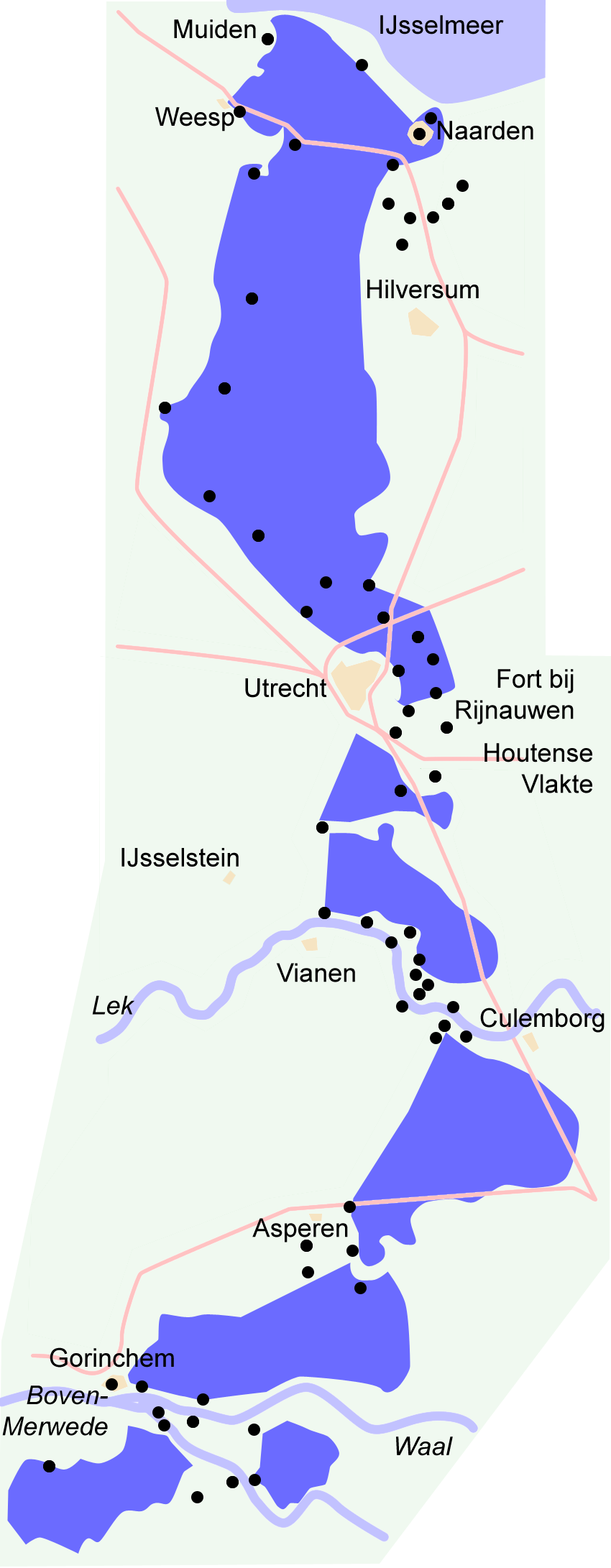
Carte de la Nouvelle ligne d'eau de Hollande
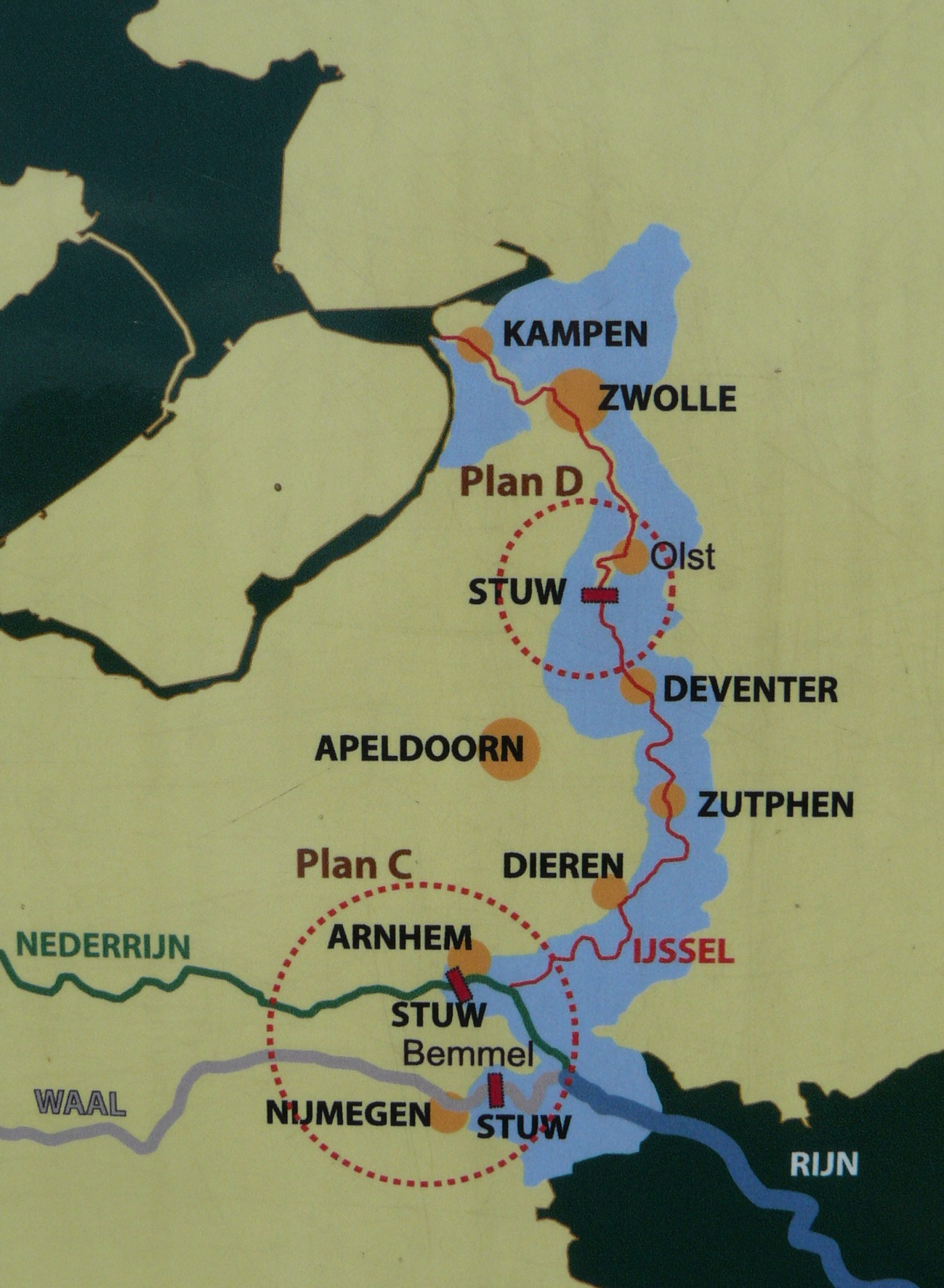
Carte de la Ligne d'eau d'IJssel
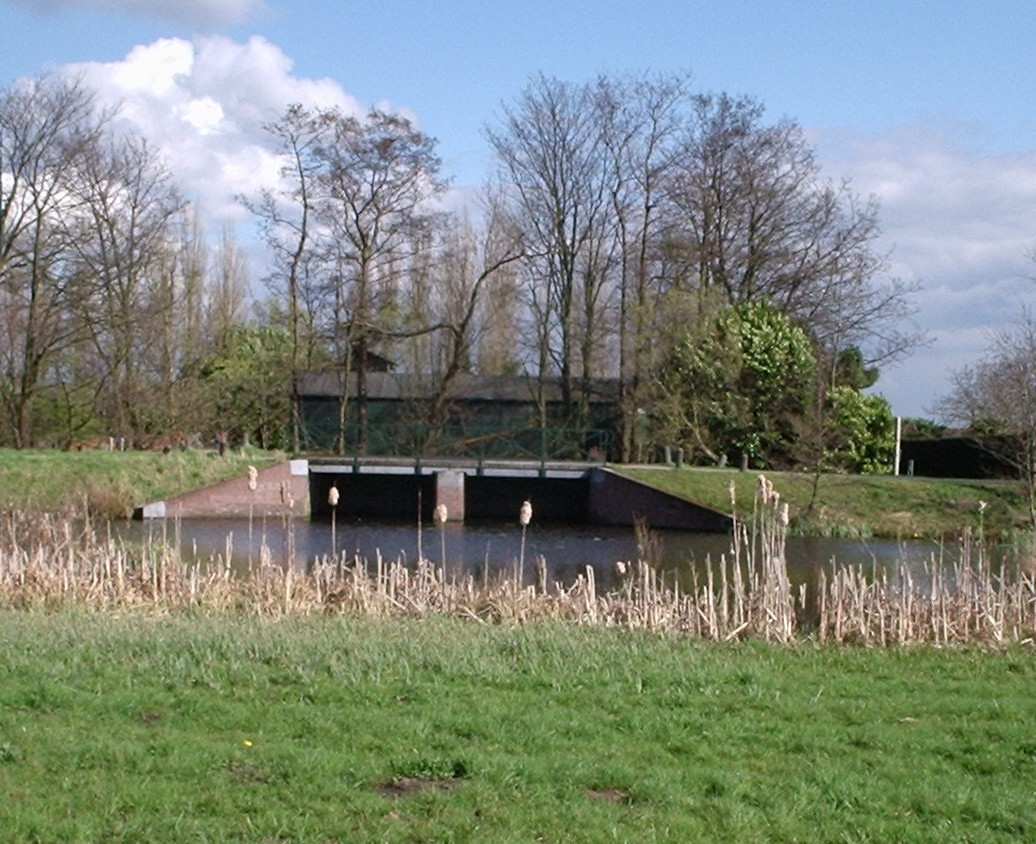
Écluses d'inondations près d'Utrecht
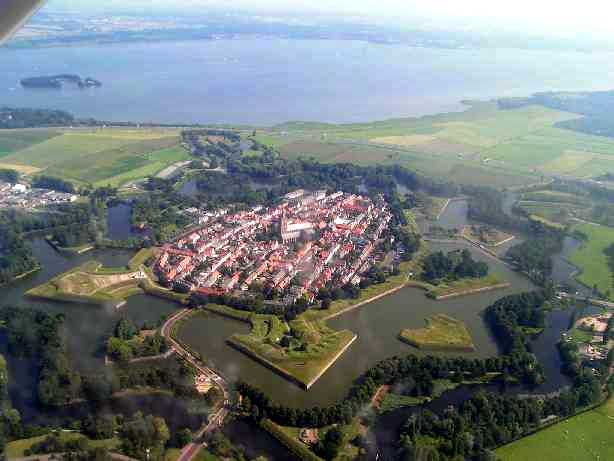
Fortifications en étoiles à Naarden
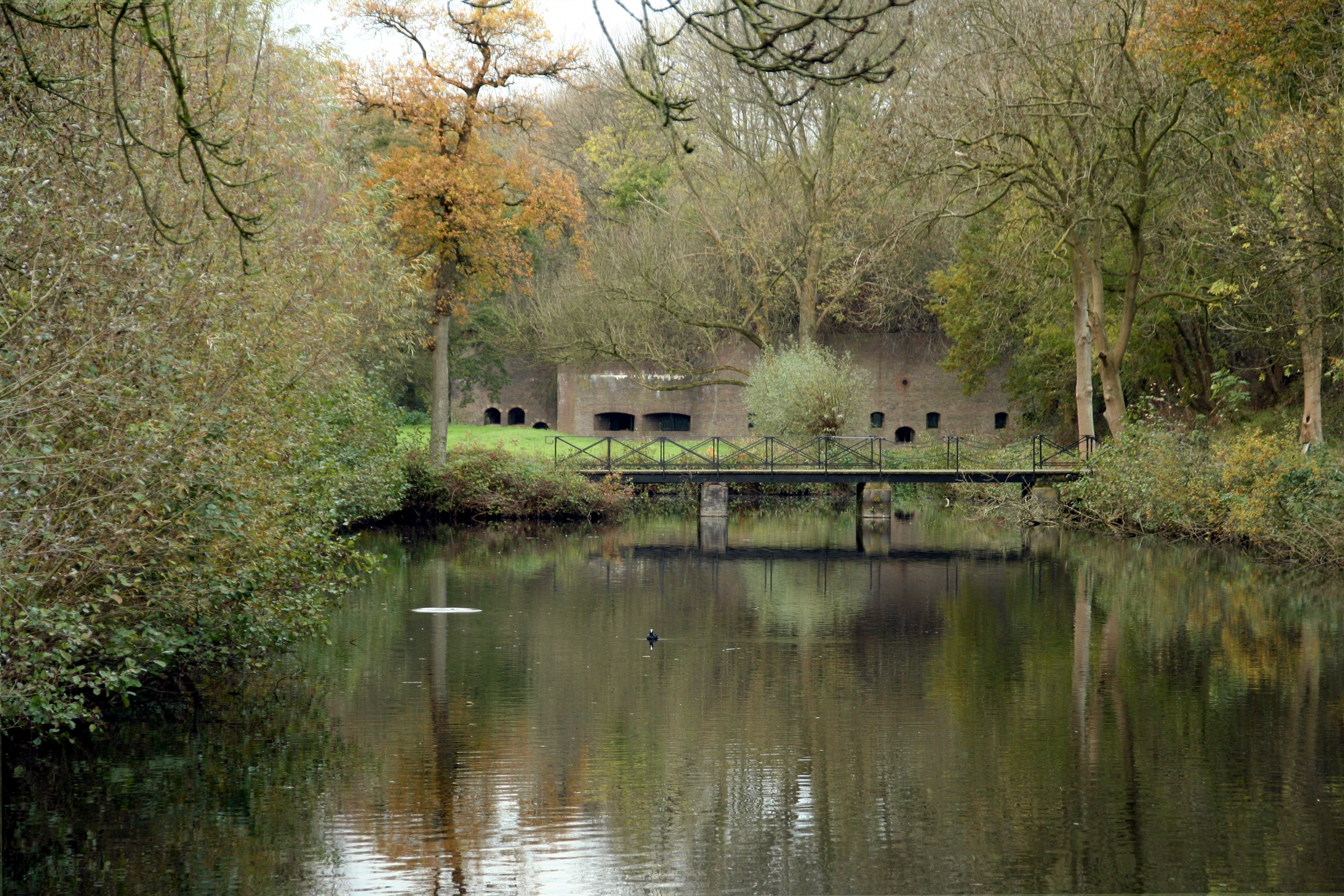
Fort de Rijnauwen (nl)